# Make 'em Laugh, Make 'em Cry, Make 'em Wait
Make 'em Laugh, Make 'em Cry, Make 'em Wait è il tredicesimo album in studio del gruppo musicale gallese Stereophonics, pubblicato il 25 aprile 2025 dalla EMI.
È il primo disco della band ad avere una durata al di sotto dei 30 minuti e contiene 8 canzoni, tra cui il primo singolo, There's Always Gonna Be Something.

## Tracce
Testi e musiche di Kelly Jones.
1. Make It on Your Own – 5:20
2. There's Always Gonna Be Something – 4:02
3. Seems Like You Don't Know Me – 3:37
4. Colours of October – 2:46
5. Eyes Too Big for My Belly – 2:43
6. Mary Is a Singer – 3:19
7. Backroom Boys – 4:12
8. Feeling of Falling We Crave – 3:43

Durata totale: 29:42